# 國防部 (緬甸)
國防部，是緬甸政府的國安部門，負責該國的國家安全和武裝部隊緬甸國防軍的運作。在國家所有政府部門的財政預算中所佔比例最大，2013年的預算為2.289億美元。作為緬甸制裁計劃的一部分，美國政府禁止美國公民與緬甸國防部或其附屬機構開展業務往來。
下有四個分部:聯邦部長辦公室、國際和內政部、會計部、採購局。